# Ataeniobius toweri
Genre
Espèce
Statut de conservation UICN

 EN A2ce, B1+2abc : En danger
Ataeniobius toweri est une espèce de poissons de la famille des Goodeidae endémique du Mexique. C'est la seule espèce du genre Ataeniobius (monotypique).